# Johannisberger Klause

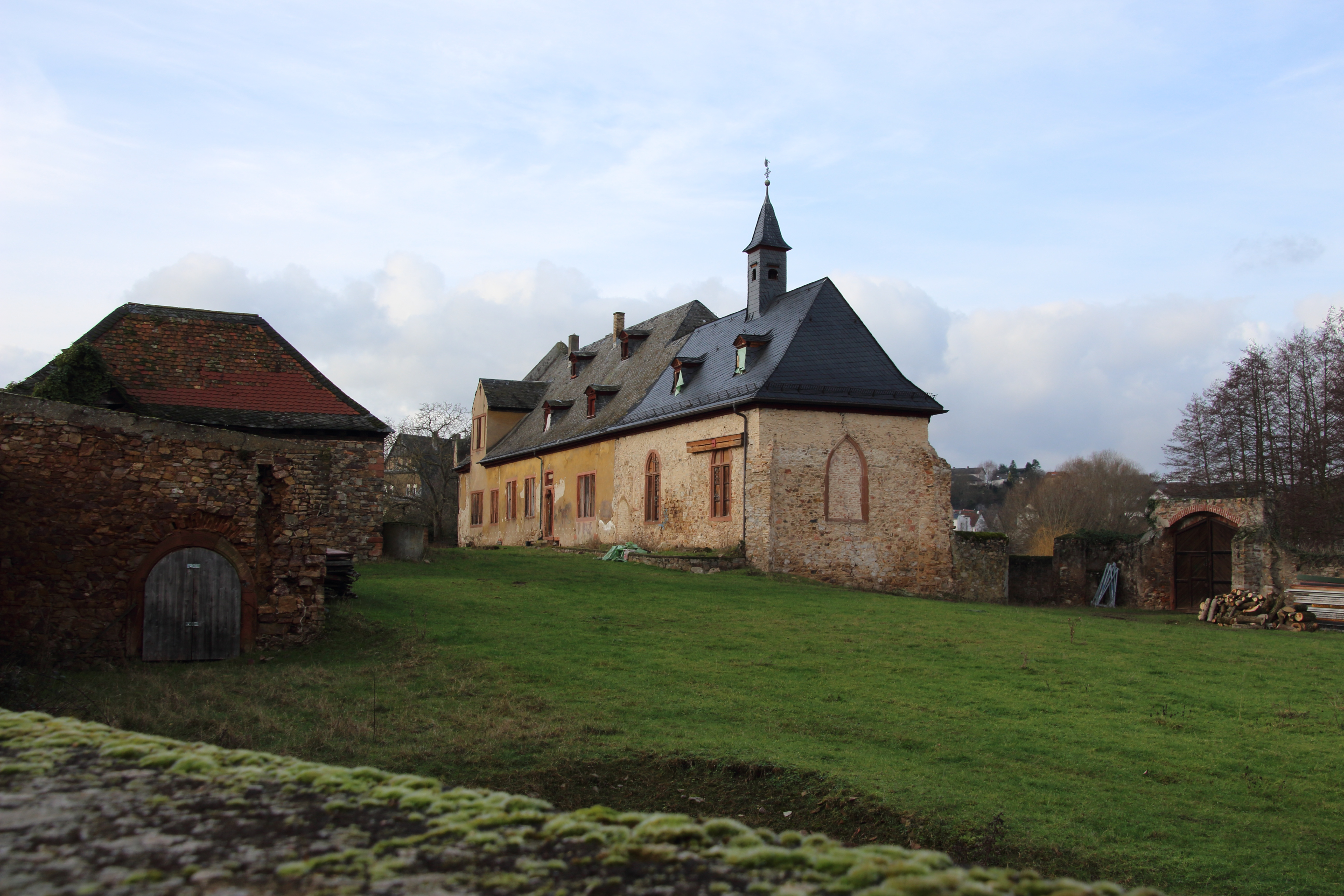
Johannisberger Klause St. Georg

Die Johannisberger Klause, auch St.-Georgs-Klause oder nur Klaus, ist eine ehemalige Klause der Benediktinerinnen in Oestrich-Winkel im Rheingau, unmittelbar am Fuße Schloss Johannisbergs in den Weinbergen gelegen. Die Weinlage „Johannisberger Klaus“ erhielt ihren Namen nach dem ehemaligen Kloster.

## Geschichte
Um 1130 erfolgte wohl die Gründung eines Frauenklosters oder einer Klause innerhalb des Benediktinerklosters Johannisberg. In den Jahren danach wurde die Frauenklause an den Fuß des Johannisbergs verlegt, wo sich bereits ein Hof befand. Eine erste urkundliche Erwähnung erfolgte 1285. Bereits 1452 wurde die nun auch als Kloster bezeichnete Klause aufgehoben, der Hof wurde ab da vom Mönchskloster auf dem Johannisberg wirtschaftlich genutzt.
1603 ging der Besitz an die Grafen von Schönborn über, die die Gebäude als Ökonomiehof nutzten und eine Mühle am vorbeifließenden Elsterbach errichteten, die bis 1900 in Betrieb war. Bis heute befindet sich die Anlage im Besitz des Hauses Schönborn.

## Liste der Meisterinnen der Klause St. Georg
Zusammenstellung nach Struck 1977:
- Gertrud 1285
- Lutza 1293
- Greta 1317
- Clare 1345
- Katharina von Rüdesheim 1356
- Else von Schippach 1383
- Kunigunde 1387
- Else von Wallertheim 1397
- Margrede von Schönburg 1426–1434
- Luckela von Schwalbach 1435–1452
- Katharina von Winterheim alias von Scharfenstein 1452

## Beschreibung
Von der ursprünglich größeren Anlage haben sich ein langgestrecktes, eingeschossiges Wohnhaus aus dem Jahr 1620 mit westlich angrenzendem Nebengebäude, die östlich angrenzende gotische Kapelle St. Georg aus dem 15. Jahrhundert sowie zwei weitere Wirtschaftsgebäude aus dem 18. Jahrhundert erhalten. Die Bruchsteingebäude waren ursprünglich verputzt und haben Fenster- und Türgewände aus Sandstein. Eingeschlossen wird die Anlage von einer Bruchsteinmauer.

## Erhaltung der Klause
Die seit Jahren leerstehenden Gebäude sind von starkem Verfall geprägt, 2009 wurden vom Denkmalschutz sowie dem Land Hessen Gelder für die Sanierung der Dächer bereitgestellt, eine grundlegende Sanierung ist angedacht. Im Februar 2017 wurden rund 250.000 € von verschiedenen Quellen zur Verfügung gestellt, damit der Dachstuhl und die Decken über dem Haupthaus gesichert werden können.